# XXXX Corpo Panzer (Alemanha)
O XXXX Corpo Panzer foi um corpo de Exército da Alemanha na Segunda Guerra Mundial. Foi formado em 9 de Julho de 1942 a partir do XXXX Corpo de Exército e lutou em Kharkov, no avanço para Don e para Terek e no Cáucaso. Mais tarde se retirou lentamente para Rostov e mais tarde para Romênia.
Foi transferida para a Prússia Oriental e se retirou para Memel e terminou a guerra ao Centro da Silésia.

## Comandates
- General der Kavallerie Georg Stumme (9 Julho 1942 - 20 Julho 1942)[3]
- General der Panzertruppen Leo Freiherr Geyr von Schweppenburg (20 Julho 1942 - 30 Setembro 1942)
- General der Panzertruppen Gustav Fehn (30 Setembro 1942 - 13 Novembro 1942)
- General der Panzertruppen Heinrich Eberbach (14 Novembro 1942 - 24 Novembro 1942)
- Generaloberst Gotthard Heinrici (24 Novembro 1942 - 30 Setembro 1943)
- Generalfeldmarschall Ferdinand Schörner (15 Novembro 1943 - 31 Janeiro 1944)
- General der Panzertruppen Otto von Knobelsdorff (31 Janeiro 1944 - 2 Setembro 1944)
- General der Panzertruppen Sigfrid Henrici (2 Setembro 1944 - 8 Maio 1945)

## Área de Operações
- Frente Oriental, Setor Central (Julho 1942 - Abril 1944)[3]
- Romênia (Abril 1944 - Julho 1944)
- Prússia Oriental & Silésia (Julho 1944 - Maio 1945)

## Ordem de Batalha
- Arko 128[3]
- Korps-Nachrichten Abteilung 440
- Korps-Nachschub Truppen 440
- Krops-Feldersatz-Bataillon 440